# Funco

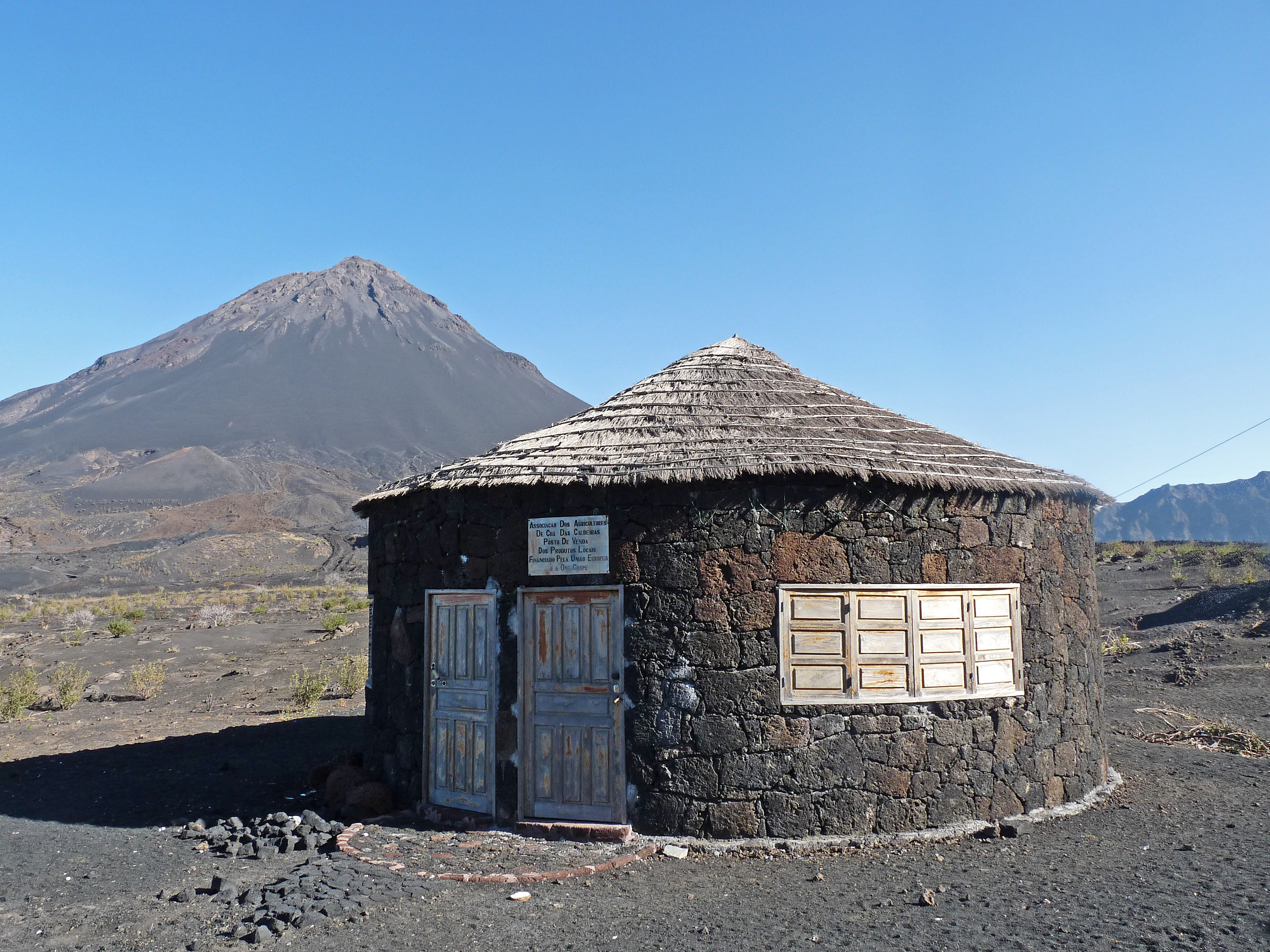
Funco aus Vulkangestein vor dem Pico do Fogo.

Funco ist die Bezeichnung für Gebäude auf den Kap Verden, die nach traditionelle Vorbildern aus Afrika erbaut wurden.
Dieser Haustyp stammt aus Guinea-Bissau und vor allem auf den Inseln Fogo, Santiago und Maio zu finden. Die kreisrunden Bauten werden aus Natursteinen aufgebaut. Das konische Dach wird aus Palmwedeln hergestellt.
Henrique Teixeira de Sousa erforschte in seinen Romanen und Essays die Sozialstruktur von Fogo, seiner Heimatinsel. Er zeigte die Besorgnis der weißen Familien angesichts der Zunahme gemischter Familien in den späten 1940er Jahren. Sie fürchteten den Moment, in dem „die Schwarzen aus dem funco verdrängt würden; [wo] sie den Platz der gemischten Familien in der loja einnehmen würden und diese die Weißen aus dem sobrado verdrängen würden.“ („the blacks would be pushed out of the funco; [where] they would take the place of the mixed in the loja and the latter would put the whites out of the sobrado“).
Laut António Carreira wurde der Begriff 1965 im Sinne eines „kleinen, armseligen und erbärmlichen Gebäudes“ („small, poor and miserable building“) verwendet.

## Beispiele
- Funco im Museu Municipal de São Filipe
- Chã das Caldeiras Vineyard and Tourist Attraction Building, umgesetzt nach Cabeça Fundão
- Chã das Caldeiras Farmer’s Association building – die ursprüngliche Funco wurde durch den Vulkanausbruch 2014 zerstört, das Gebäude wurde nach Achada Furna oder Cova Figueira umgesetzt.

Auch ganze Wohnplätze wurden nach dem Haustyp benannt, (hauptsächlich) in der Kommune São Lourenço dos Órgãos, Santiago:
- Funco Bandeira
- Funco Marques

## Vermächtnis
Die kapverdische Architektenvereinigung hat ein Internetportal gegründet, wo über Architektur diskutiert wird, diese wurde nach dem Haustyp ebenfalls “Funco” benannt.